# Singles Collection, Volume 2
Singles Collection, Volume 2 è una raccolta del gruppo celtic punk/folk punk statunitense Dropkick Murphys. Pubblicato l'8 marzo 2005, contiene b-side e rarità contenute nei singoli, nelle compilation e negli split.

## Informazioni sulle canzoni
| Traccia                                                   | Data | Originariamente in                                 | Note                                                                     |
| --------------------------------------------------------- | ---- | -------------------------------------------------- | ------------------------------------------------------------------------ |
| 21 Guitar Salute                                          | 2002 | Face to Face vs Dropkick Murphys Split EP          | Scritta e suonata da Andre Schlesinger/The Press                         |
| Fortunate Son                                             | 2002 | Face to Face vs Dropkick Murphys Split EP          | Originariamente suonata dai Creedence Clearwater Revival                 |
| On the Attack                                             | 1998 | Curse of a Fallen Soul 7"                          |                                                                          |
| You're a Rebel                                            | 1998 | Curse of a Fallen Soul 7"                          | Originariamente suonata dagli Iron Cross                                 |
| Watch Your Back                                           | 1998 | Irish Stout vs German Lager Split 7"               | Originariamente suonata dagli Cock Sparrer                               |
| Vengeance                                                 | 1999 | Punk Rock Jukebox Volume II                        | Originariamente suonata dai The Nipple Erectors                          |
| It's a Long Way to the Top (If You Want to Rock 'n' Roll) | 2003 | Blackout versione vinile da 10"                    | Originariamente suonata dagli AC/DC                                      |
| Warlords                                                  | 2003 | Back to the Hub 7"                                 | Originariamente suonata dai The F.U.'s                                   |
| Alcohol                                                   | 2003 | Back to the Hub 7"                                 | Originariamente suonata dai Gang Green                                   |
| Pipebomb on Lansdowne (Dance Remix)                       | 1999 | Unity Split 7"                                     | Versione alternativa all'originale apparsa su The Gang's All Here        |
| Nobody's Hero                                             | 1999 | Unity Split 7"                                     | Originariamente suonata dagli Stiff Little Fingers                       |
| Mob Mentality                                             | 2000 | Mob Mentality Split 7"                             | Suonata con i The Business, appare nella versione da 7" di Mob Mentality |
| Informer                                                  | 2000 | Mob Mentality Split 7"                             | Originariamente suonata dai The Business                                 |
| The Nutrocker (Nutty)                                     | 2004 | Tessie EP                                          | Cover dell'inno dei Boston Bruins                                        |
| Rock and Roll                                             | 1999 | Built for Speed - A Motörhead Tribute              | Originariamente suonata dai Motörhead                                    |
| Hey Little Rich Boy                                       | 2000 | The Worldwide Tribute to the Real Oi               | Originariamente suonata dagli Sham 69                                    |
| Never Again                                               | 2000 | The Worldwide Tribute to the Real Oi               | Originariamente suonata dagli Angelic Upstarts                           |
| Halloween                                                 | 2000 | Back on the Streets - Japanese/American Punk Unity | Originariamente suonata dai Misfits                                      |
| Soundtrack to a Killing Spree                             | 2000 | Back on the Streets - Japanese/American Punk Unity |                                                                          |
| The Wild Rover                                            | 2000 | Sing Loud, Sing Proud! versione in vinile          | Versione alternativa all'originale apparsa in Sing Loud, Sing Proud!     |
| Working                                                   | 2001 | A Tribute to Cock Sparrer                          | Originariamente suonata dagli Cock Sparrer                               |
| Victory                                                   | 2003 | Walk Away - singolo                                | Cover di Notre Dame Victory March                                        |
| We Got the Power                                          | 2003 | Walk Away - singolo                                | Outtake delle sessioni di registrazione di Blackout                      |

## Tracce
1. 21 Guitar Salute (Andre Schlesinger) – 2:40
2. Fortunate Son (John Fogerty) – 2:38
3. On The Attack (Dropkick Murphys) – 1:26
4. You're A Rebel (Iron Cross) – 2:42
5. Watch Your Back (Mick Beaufoy, Steve Bruce, Steve Burgess, Colin McFaull) – 1:54
6. Vengeance (Shane MacGowan, K Bradley) – 2:38
7. It's A Long Way To The Top (If You Wanna Rock 'n' Roll) (Angus Young, Malcolm Young, Bon Scott) – 4:43
8. Warlords (The F.U.'s) – 2:23
9. Alcohol (Chris Doherty, Chuck Stilphen) – 1:54
10. Pipebomb On Lansdowne (Dropkick Murphys) – 2:00
11. Nobody's Hero (Stiff Little Fingers, Gordon Ogilvie) – 3:42
12. Mob Mentality (Dropkick Murphys, The Business) – 2:18
13. Informer (The Business) – 1:56
14. The Nutrocker (Nutty) (Kim Fowley) – 1:17
15. Rock 'n' Roll (Phil Campbell, Würzel, Lemmy, Phil Taylor) – 3:27
16. Hey Little Rich Boy (Sham 69) – 1:29
17. Never Again (Angelic Upstarts) – 2:52
18. Halloween (Glenn Danzig) – 1:34
19. Soundtrack To A Killing Spree (Dropkick Murphys) – 1:36
20. Wild Rover (canzone tradizionale, Dropkick Murphys) – 3:24
21. Working (Mick Beaufoy, Steve Bruce, Steve Burgess, Colin McFaull) – 2:38
22. Victory (Michael J. Shea) – 1:43
23. We Got The Power (Dropkick Murphys) – 2:46

## Formazione
- Al Barr – voce
- Rick Barton – chitarra
- James Lynch – chitarra, voce
- Marc Orrell – chitarra, voce
- Ken Casey – basso
- Matt Kelly – batteria
- Joe Delaney – cornamusa in 21 Guitar Salute e Mob Mentality